# Paula Silva (actriz)
Paula Silva Aguilar (Montevideo, 1988) es una actriz, modelo y comunicadora uruguaya, conocida por haber concursado y ganado los reality shows Despedida de solteros y MasterChef Celebrity Uruguay en su segunda temporada.

## Carrera
Nació y se crio junto a sus padres en el barrio Palermo, y vivió su infancia en Malvín.
Empezó a modelar a sus 15 años con Valentino Bookings y entró al mundo de la actuación en la década de los 2000.
Hasta el 2015 fue parte del personal de conducción del programa de televisión ecuatoriano de turismo Aventura paraíso.
Ese mismo año debutó en el teatro en los elencos principales de las obras Mi mujer es el plomero y El mago de Oz, bajo la dirección de Julio Giordano.
En el año 2017 se inscribió, junto a su pareja Facundo Santo Remedio, al reality show de parejas argentino Despedida de solteros, emitido por Telefe. Fueron los ganadores del concurso, y obtuvieron como premio una boda, una luna de miel, y una casa en Pilar, en el barrio San Sebastián Country Club, que la consiguieron tres años después.
En 2018 protagonizó Bodas de sangre de Federico García Lorca bajo la dirección de Julieta Santana. También fue la actriz principal junto a su esposo de la comedia romántica Como caído del cielo.
También debutó en radio en el año 2019, donde cocondujo el programa Creer o reventar en Radio Universal junto a Franco Sena y Javier Machado. El mismo, en 2020, pasó a llamarse Cazadores de peluches y se emitió en Radio Urbana. Ese mismo año protagonizó la película uruguaya En el pozo, dirigida por Bernardo y Rafael Antonaccio y filmada en 2017, donde interpretó a Alicia. Debido a su papel, ganó el premio a "Mejor actriz del 2019" en los Premios ACCU (Asociación de Críticos de Cine del Uruguay).
Además, formó parte del elenco de dos obras dirigidas por Mario Erramuspe; Sirenas: la guerra de los tres mundos, junto a Rodrigo Durañona, Diego González, Flavia Irisarri, María Ruggiero y Sebastián Rebollo, y ¡Qué harían sin mí!, junto a Florencia Battagliese, Cacho de Gregorio, Roberto Fernández, Martín Roldán y Lola Díaz.
En 2020 coprotagonizó la serie para televisión argentina en coproducción con España y Uruguay, Fehler 78, interpretando a Angélica.
En 2021 formó parte del elenco de participantes de la segunda temporada de MasterChef Celebrity Uruguay, donde se consagró ganadora en la final del concurso. Ese mismo año tuvo una participación estelar en la serie de TV Ciudad y Canal 5, Metro de Montevideo. 
También participó del largometraje Virus 32 interpretando a Iris, junto a Daniel Hendler y con la dirección de Gustavo Hernández. 
Su estreno en cines se llevó a cabo el 7 de abril de 2022.

## Filmografía

### Teatro
| Año       | Título                                | Dirección       |
| --------- | ------------------------------------- | --------------- |
| 2015      | Mi mujer es el plomero                | Julio Giordano  |
| 2015      | El mago de Oz                         | Julio Giordano  |
| 2018      | Bodas de sangre                       | Julieta Santana |
| 2018-2019 | Como caído del cielo                  | Mario Erramuspe |
| 2019      | Sirenas: la guerra de los tres mundos | Mario Erramuspe |
| 2019      | ¡Qué harían sin mí!                   | Julio Giordano  |

### Televisión
| Año       | Título                        | Rol                                        | Notas                   |
| --------- | ----------------------------- | ------------------------------------------ | ----------------------- |
| 2011      | Dance!, la fuerza del corazón |                                            | Invitada                |
| 2012-2016 | Aventura paraíso              | Parte del personal                         |                         |
| 2014      | Fashion TV                    | Modelo                                     | Participaciones         |
| 2014      | Salven el millón              | Parte del personal                         |                         |
| 2017      | Despedida de solteros         | Participante junto a Facundo Santo Remedio | Ganadora                |
| 2020      | Fehler 78                     | Angélica                                   | Elenco principal        |
| 2021      | MasterChef Celebrity          | Participante                               | Ganadora                |
| 2021      | Metro de Montevideo           | Ella misma                                 | Invitada                |
| 2023      | Alí Sócrates                  | Pame                                       |                         |
| 2024      | Cris Miró (Ella)              | Nilda Vargas (joven)                       | Episodio: «La traición» |

### Cine
| Año  | Título            | Rol     | Dirección                       |
| ---- | ----------------- | ------- | ------------------------------- |
| 2019 | En el pozo        | Alicia  | Bernardo y Rafael Antonaccio    |
| 2021 | Muerto con Gloria | Cheta   | Marcela Matta y Mauro Sarser    |
| 2022 | Virus 32          | Iris    | Gustavo Hernández               |
| 2023 | Amor sin sentido  | Mariana | Gastón Margolin                 |
| 2024 | 1978              | Irene   | Luciano Onetti y Nicolás Onetti |

### Radio
| Año  | Título                | Rol          | Radio     |
| ---- | --------------------- | ------------ | --------- |
| 2019 | Creer o reventar      | Coconductora | Universal |
| 2020 | Cazadores de peluches | Coconductora | Urbana FM |

## Premios y nominaciones
| Año  | Premios      | Categoría    | Trabajo nominado | Resultado |
| ---- | ------------ | ------------ | ---------------- | --------- |
| 2019 | Premios ACCU | Mejor actriz | En el pozo       | Ganadora  |